# TV Guará (Caxias)
TV Guará é uma emissora de televisão brasileira sediada em Caxias, cidade do interior do estado do Maranhão. Opera no canal 10 (22 UHF digital) e é afiliada a RedeTV!. Faz parte do Sistema Nordeste de Comunicação, que também controla a Nordeste FM.